# サム・キム
サム・キム（朝: 샘 김/英: Sam Kim、1998年2月19日 - ）は韓国系アメリカ人の歌手、シンガーソングライター。2013年に「Kポップスター3」に参加し、準優勝した。 2016年4月10日、ミニアルバム「I Am Sam」を発売した。

## ディスコグラフィー

### アルバム
- 2018年11月22日「SUN AND MOON」
- 2016年4月10日「I AM SAM」

### シングル
- 2016年7月18日「여기까지」
- 2017年1月25日「Think About' Chu」
- 2018年12月3日「When You Fall」

### オリジナルサウンドトラック
- 2016年12月25日「Who are you」- ドラマ「トッケビ〜君がくれた愛しい日々〜」
- 2019年6月28日 「香り」- ドラマ「恋愛ワードを入力してください〜Search WWW〜」

## テレビ番組
- SBS 《K-pop Star 3》 (2013年 ~ 2014年)